# Veronica pusanensis
Veronica pusanensis är en grobladsväxtart som beskrevs av Yong No Lee. Veronica pusanensis ingår i släktet veronikor, och familjen grobladsväxter. Inga underarter finns listade i Catalogue of Life.